# Genocidio del Ruanda
Il genocidio del Ruanda fu uno dei più sanguinosi episodi della storia dell'umanità del XX secolo. Secondo le stime di Human Rights Watch, dal 6 aprile alla metà di luglio del 1994, per circa cento giorni, in Ruanda vennero massacrate sistematicamente (a colpi di armi da fuoco, machete pangas e bastoni chiodati) almeno 500 000 persone; le stime sul numero delle vittime sono tuttavia cresciute, fino a raggiungere cifre dell'ordine di circa 800 000 o 1 000 000 di persone. Il genocidio, ufficialmente, viene considerato concluso verso la fine di luglio, con la vittoria del Fronte Patriottico Ruandese nel suo scontro con le forze governative, dopo il fallimento dell'Opération Turquoise.
Le vittime furono prevalentemente di etnia Tutsi, corrispondenti a circa il 25% della popolazione, ma le violenze finirono per coinvolgere anche Hutu moderati appartenenti alla maggioranza del paese. L'odio interetnico fra Hutu e Tutsi, molto diffuso nonostante la comune fede cristiana, costituì la radice scatenante del conflitto.
Fu infatti l'amministrazione coloniale del Belgio che trasformò quella che era una semplice differenziazione socioeconomica (gli Hutu erano agricoltori, i Tutsi allevatori e gli scambi e i matrimoni misti fra i due gruppi erano comuni) in una differenza razziale basata sull'osservazione dell'aspetto fisico degli individui. Essi osservarono che i Twa, un terzo gruppo etnico dell'area, corrispondente ad appena l'1% della popolazione, erano pigmei di bassa statura, gli Hutu di media altezza, mentre i Tutsi (o Vatussi) erano di altezza maggiore, con lineamenti del volto e del naso più sottili.
Nel periodo di colonizzazione belga, i Tutsi andarono al potere, mentre agli Hutu erano riservate mansioni più umili e meno retribuite. Dopo sanguinose rivolte e massacri, gli Hutu, con l'accordo dei belgi, presero il potere nel 1959–1962, momento che coincise con l'inizio della lunga persecuzione dei Tutsi. Molti di loro fuggirono nei Paesi limitrofi, soprattutto in Uganda. Nel periodo del genocidio, avvenuto nel 1994, gli Hutu erano il gruppo di popolazione maggiore ed erano Hutu anche i due gruppi paramilitari principalmente responsabili dell'eccidio: gli Interahamwe e gli Impuzamugambi.

## Premesse
La percezione di una divisione etnica da parte della popolazione del Ruanda è in gran parte un effetto del dominio coloniale europeo, prima tedesco e poi belga. In Ruanda, come in Burundi, i Tutsi rappresentavano l'aristocrazia della società, possedevano la terra e il bestiame e gestivano il potere politico, mentre gli Hutu svolgevano il lavoro agricolo e sovrintendevano al culto religioso.
Il Regno del Ruanda, governato dal clan Tutsi Nyiginya, divenne il regno dominante dalla metà del XVIII secolo, espandendosi attraverso un processo di conquista e assimilazione, e raggiunse il suo apice durante il regno del re Kigeli Rwabugiri nel 1853-1895. Rwabugiri espanse il regno a ovest e a nord e avviò riforme amministrative che causarono una spaccatura tra le popolazioni Hutu e Tutsi. Queste includevano lo uburetwa, un sistema di lavoro forzato che gli Hutu dovevano eseguire per riottenere l'accesso alla terra che era stata loro confiscata, e lo ubuhake, in base al quale i capi Tutsi cedevano il bestiame a clienti Hutu o Tutsi in cambio di servizi economici e personali.
I belgi allargarono ulteriormente e alimentarono la differenza tra questi due gruppi: giunti nel territorio alla fine del XIX secolo, presero a dialogare con la parte di popolazione detentrice del potere politico, i Tutsi, e privarono gli Hutu della loro autorità religiosa. Facendo perno, in seguito, sulla falsificazione dei dati storici e su un'interpretazione capziosa dei testi sacri, i belgi inculcarono nei Tutsi l'idea di presunti legami parentali tra gli europei e le popolazioni dell'Africa settentrionale, da dove i Tutsi originariamente sarebbero provenuti, ascrivendoli così ai popoli camiti. Con l'introduzione delle carte di identità negli anni 1930 e la conseguente classificazione rigida dei ruandesi in base al loro status sociale e alle loro caratteristiche somatiche, che in particolare distinsero chiaramente fra Hutu e Tutsi, questi ultimi, in genere più ricchi e compiacenti verso il potere coloniale, furono favoriti rispetto agli Hutu. L'antropologia razzista teorizzò che i Tutsi fossero una razza diversa dagli Hutu, intrinsecamente superiore in quanto più vicina a quella caucasica. Il fatto che Tutsi e Hutu siano due gruppi etnici distinti è stato oggetto di un notevole dibattito e oggi l'ipotesi di un'importante differenza di origine etnica viene raramente presa in considerazione.
Nel 1959 la rivolta degli Hutu contro la monarchia Tutsi condusse al referendum del 1961 e all'indipendenza del 1962, accompagnata dallo sterminio di oltre 100 000 Tutsi e alla loro emigrazione in Uganda e Burundi. Nel 1966, in Burundi, una serie di colpi di Stato alimentata dalle due etnie si concluse con la presa del potere da parte dell'aristocrazia Tutsi; nel 1972 un tentativo di colpo di Stato Hutu portò alla reazione violenta del governo, con lo sterminio di 200 000 Hutu. Nel 1973, in Ruanda, il generale Hutu Juvénal Habyarimana procedette a un colpo di Stato e nel 1975 instaurò un regime autoritario. In Burundi i sanguinosi scontri del 1988 provocarono decine di migliaia di vittime e furono seguiti da un governo parlamentare a maggioranza Hutu, ma l'esercito controllato dai Tutsi scatenò la guerra civile ruandese e portò un milione di profughi nei paesi vicini.
Nel 1990 il Fronte Patriottico Ruandese (RPF), gruppo politico-militare nato nella comunità Tutsi rifugiatasi in Uganda, tentò un colpo di Stato in Ruanda e alimentò una guerra civile, cui seguì il genocidio del 1994 e la presa del potere da parte dell'RPF. Profughi Hutu si rifugiarono in Zaire, dove furono massacrati a migliaia dai Tutsi nel 1996; inoltre la Tanzania venne accusata di ospitare ribelli Hutu. Il genocidio del 1994 si inserisce quindi in un contesto di rivalità etniche bilaterali e stermini di massa che coinvolsero l'intera regione fin dal 1962, per continuare anche dopo il 1994. Teatro degli eccidi, oltre al Ruanda, sono stati tutti i paesi confinanti: l'Uganda a nord, il Burundi a sud (che costituiva, insieme al Ruanda, la colonia belga del Ruanda-Urundi), la Repubblica Democratica del Congo a ovest e la Tanzania a est.

## Cronistoria

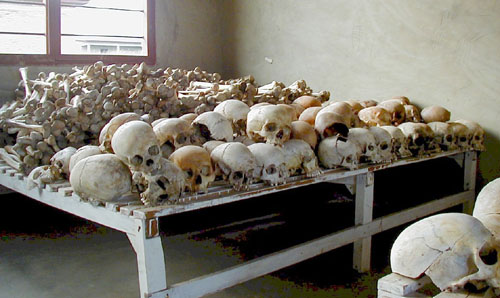
Teschi delle vittime che mostrano sfregi e segni di violenze esposti al Centro commemorativo del genocidio di Murambi

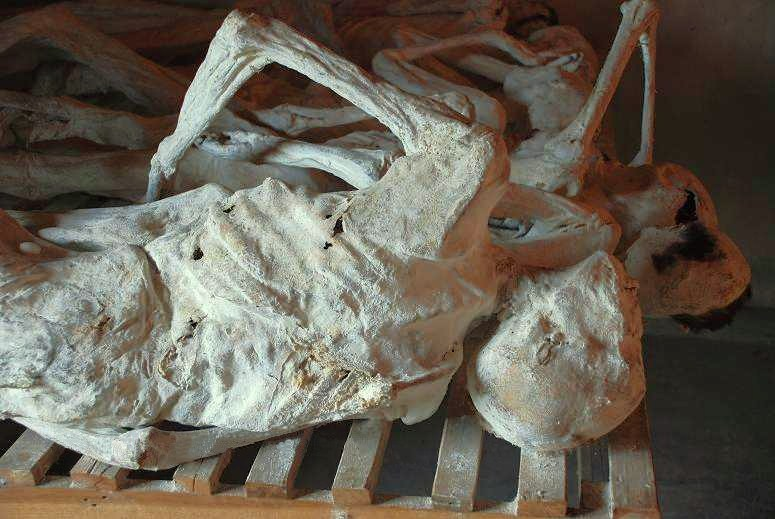
Vittime del genocidio ruandese

I Tutsi erano stati estromessi dal potere dagli Hutu che costituivano l'80% della popolazione e che, dalla rivoluzione del 1959, detenevano completamente il potere. Il 6 aprile 1994 l'aereo presidenziale dell'allora presidente Juvénal Habyarimana, al potere con un governo dittatoriale dal 1973, fu abbattuto da un missile terra-aria, mentre il presidente era di ritorno, insieme al suo omologo del Burundi Cyprien Ntaryamira, da un colloquio di pace.
Subito dopo lo schianto dell'aereo, e già nella stessa mattinata del 6 aprile, con il pretesto di una vendetta trasversale, cominciarono i massacri, che si intensificarono dal 7 aprile a Kigali e nelle zone controllate dalle forze governative (FAR, Forze Armate Ruandesi), della popolazione Tutsi e di quella parte Hutu imparentata con questi o schierata su posizioni più moderate, per opera della Guardia presidenziale e dei gruppi paramilitari Interahamwe e Impuzamugambi, con il supporto dell'esercito governativo. Il segnale dell'inizio delle ostilità fu dato dall'unica radio non sabotata, l'estremista "RTLM", che invitò, per mezzo dello speaker Kantano, a seviziare e a uccidere gli "scarafaggi" tutsi. Un ruolo rilevante, nell'istigazione del genocidio, lo hanno avuto anche gli ideologi dell'"Akazu" (composto dal circolo dei parenti più stretti del presidente): intellettuali, studiosi, professori dell'università ruandese di Butare, come F. Nahimana, C. Bizimungu, L. Mugesira. Per questi ultimi il genocidio rappresentava l'unica via d'uscita, l'unico mezzo di sopravvivenza. Secondo questi "ideologi", i Tutsi sono una razza estranea proveniente dal Nilo, che ha occupato con la forza le terre degli Hutu riducendoli in schiavitù. Con lo sterminio dei Tutsi, finalmente, il popolo Hutu avrebbe recuperato l'identità e la dignità perdute.
Per 100 giorni si susseguirono massacri e barbarie di ogni tipo; vennero massacrati più di un milione di Tutsi e Hutu moderati in maniera pianificata e capillare. Uno dei massacri più efferati fu compiuto a Gikongoro, l'allora sede dell'istituto tecnico di Murambi: oltre 27 000 Tutsi vennero uccisi. Per dare un'idea sommaria di quello che avvenne, basti pensare che in un giorno vennero uccise circa ottomila persone di etnia Tutsi, circa 333 all'ora, ovvero 5 vite al minuto.
Il massacro non avvenne per mezzo di bombe o mitragliatrici, ma principalmente con il più rudimentale ma altrettanto efficace machete. Il genocidio dei Tutsi ebbe termine nel luglio 1994 con la vittoria dell'RPF nel suo scontro con le forze governative. Giunto a controllare l'intero paese, l'RPF attuò un programma di giustizia contro i responsabili del genocidio che aggravò ulteriormente la situazione umanitaria, in quanto comportò la fuga di circa un milione di profughi Hutu mischiati con gli estremisti Hutu verso i paesi confinanti (Burundi, Zaire, Tanzania e Uganda) per paura di essere giustiziati.

## Un genocidio preparato
L'uccisione dei Tutsi era stata ben organizzata dal governo ruandese. Quando il massacro iniziò, i miliziani Hutu erano circa 30 000, un membro della milizia ogni dieci famiglie. Venne organizzato a livello nazionale, con rappresentanti in ogni quartiere. Alcuni membri della milizia erano in grado di acquisire i fucili d'assalto AK-47 compilando il modulo di richiesta. Altre armi, come le granate, non venivano richieste tramite alcun lavoro d'ufficio e sono state quindi ampiamente distribuite dal governo. Molti membri dell'Interahamwe e Impuzamugambi erano muniti solo di machete.
Anche dopo l'accordo di pace firmato ad Arusha nel 1993, alcuni uomini d'affari vicini al generale Habyarimana fecero importare 581 000 machete dalla Cina per aiutare gli Hutu nell'uccidere i Tutsi, perché erano più economici delle pistole. Durante un notiziario del 2000 il The Guardian rivelò che "l'allora Segretario generale dell'ONU, Boutros Boutros-Ghali, giocò un ruolo importante nella fornitura di armi al regime Hutu, il quale ha realizzato una campagna di genocidio contro i Tutsi in Ruanda nel 1994. Come ministro degli esteri dell'Egitto, Boutros-Ghali ha facilitato un affare di armi nel 1990, che era di $26 milioni (18 milioni di sterline) di bombe di mortaio, lanciarazzi, granate e munizioni, trasferite da Cairo al Ruanda. Le armi furono utilizzate dagli Hutu in attacchi che hanno portato fino a 1 000 000 di morti".
Il Primo ministro del Ruanda, Jean Kambanda, rivelò durante la sua testimonianza davanti al Tribunale penale internazionale per il Ruanda che all'interno del governo ci furono apertamente delle discussioni riguardanti il genocidio e che "...uno dei ministri del governo disse che era personalmente in favore di sbarazzarsi di tutti i Tutsi; senza i Tutsi, disse il ministro, tutti i problemi del Ruanda sarebbero risolti". Oltre a Kambanda, gli organizzatori del genocidio includono il colonnello Théoneste Bagosora, un ufficiale dell'esercito in pensione, molti funzionari governativi di alto livello e membri dell'esercito, come il generale Augustin Bizimungu.
A livello locale, i pianificatori del genocidio includono sindaci e poliziotti. Gli Hutu e i Tutsi furono costretti a utilizzare carte d'identità che specificassero la loro etnia d'appartenenza. Queste carte venivano utilizzate come simboli che l'Interahamwe poteva controllare tramite la minaccia della forza. Il colore della pelle, la forma del naso, l'altezza e i lineamenti erano dei tratti fisici generali che venivano in genere utilizzati nella identificazione "etnica". I ruandesi dal colore più chiaro, alti, naso fine e lineamenti sottili erano tipicamente Tutsi, il gruppo di minoranza, mentre i ruandesi dalla pelle più scura in genere erano Hutu, il gruppo di maggioranza in Ruanda. In molti casi, gli individui Tutsi erano separati dalla popolazione generale e talvolta costretti a essere schiavi.

## L'atteggiamento del mondo
L'ONU si disinteressò delle tempestive richieste di intervento inviategli dal maggiore generale canadese Roméo Dallaire, comandante delle forze armate (2 500 uomini, ridotti a 500 un mese dopo l'inizio del genocidio) dell'ONU. Un passo tratto dal fax inviato all'ONU da Dallaire denuncia il rischio dell'imminente genocidio: Dal momento dell'arrivo dell'UNAMIR, (l'informatore) ha ricevuto l'ordine di compilare l'elenco di tutti i tutsi di Kigali. Egli sospetta che sia in vista della loro eliminazione. Dice che, per fare un esempio, le sue truppe in venti minuti potrebbero ammazzare fino a mille tutsi. (...) l'informatore è disposto a fornire l'indicazione di un grande deposito che ospita almeno centotrentacinque armi... Era pronto a condurci sul posto questa notte - se gli avessimo dato le seguenti garanzie: chiede che lui e la sua famiglia siano posti sotto la nostra protezione.
Il Dipartimento per le Missioni di Pace con sede a New York non inviò la richiesta d'intervento alla Segreteria Generale né al Consiglio di sicurezza. Il 20 aprile 1994 il Segretario Generale delle Nazioni Unite presentò al Consiglio di Sicurezza il rapporto speciale S/1994/470 nel quale, descrivendo la situazione degli scontri etnici, sottolineava l'impossibilità per la forza dell'UNAMIR, composta da 1 705 uomini dopo il ritiro del contingente belga e del personale non essenziale, di perseguire gli obiettivi del suo mandato di pace. Il rapporto conteneva quindi tre alternative di intervento:
1. Rinforzo immediato e consistente delle forze dell'UNAMIR e modifica del mandato in modo da imporre alle forze combattenti un cessate il fuoco, ristabilire l'ordine, fermare i massacri e permettere l'assistenza umanitaria in tutto il paese;
2. Riduzione del contingente UNAMIR a un piccolo gruppo guidato dal comandante militare e dal suo staff, con il compito di intermediazione tra le forze combattenti per raggiungere il cessate il fuoco. Per garantire la sicurezza del team era prevista la presenza di circa 270 uomini;
3. Ritiro completo delle forze UNAMIR.

Il 21 aprile 1994 il Consiglio di Sicurezza delle Nazioni Unite votò all'unanimità la risoluzione 912 (1994) che adottava la seconda alternativa. Nonostante i diversi rapporti presentati alla Commissione per i Diritti Umani dell'ONU, il Consiglio di Sicurezza, a causa del veto degli Stati Uniti d'America, non riconobbe il genocidio in Ruanda. Inoltre diversi paesi mandarono dei contingenti con l'unico scopo di salvare i propri cittadini. Fra questi spiccano il Belgio e la Francia; quest'ultima non solo non volle fermare i massacri (negli anni precedenti aveva armato e addestrato le FAR), ma anzi fiancheggiò le milizie Hutu in ritirata dopo l'arrivo del RPF (Tutsi).
Gli USA parlarono di "atti di genocidio" il 10 giugno 1994: tale atteggiamento attendista è da mettere in relazione con la memoria ancora viva dei soldati americani massacrati nella battaglia di Mogadiscio appena cinque mesi prima (3 ottobre 1993). Sul ruolo della Francia nel genocidio del Ruanda e in particolare di Mitterrand, dapprima appoggiò i Tutsi per poi spingere gli Hutu alla rivolta (il commando più violento nel genocidio dei Tutsi, gli Interahamwe, voluto dal clan Habyarimana, era addestrato dall'esercito ruandese e anche da soldati francesi). Nel Regina Coeli del 15 maggio 1994, papa Giovanni Paolo II chiese ai ruandesi la fine del massacro, affermando che essi stanno portando il paese verso l'abisso. Tutti dovranno rispondere dei loro crimini davanti alla storia e, anzitutto, davanti a Dio. Basta col sangue!

## Conseguenze
Numerosi autori delle stragi rimasero impuniti o indirettamente protetti da paesi occidentali, come il Regno Unito, a causa dell'assenza di trattati di estradizione con il Ruanda. L'UNAMIR restò in Ruanda fino all'8 marzo 1996, con l'incarico di assistere e proteggere le popolazioni oggetto del massacro. L'ufficio dell'Organizzazione delle Nazioni Unite fu capace di lavorare a pieni ranghi solo dopo il termine del genocidio e questo ritardo costò alle Nazioni Unite una quantità di accuse che le portarono, nel marzo 1996 appunto, a ritirare i propri contingenti.
Nel corso del mandato avevano perso la vita 27 membri dell'UNAMIR, 22 caschi blu, 3 osservatori militari, un membro civile della polizia in collaborazione con l'ONU e un interprete. Gran parte dei responsabili trovarono rifugio nel confinante Zaire (poi Repubblica Democratica del Congo). Gli odi razziali passarono così alle nazioni vicine: si suppone infatti che essi abbiano alimentato la prima e la seconda guerra del Congo (rispettivamente, 1996-1997 e 1998-2003), e che siano stati uno dei principali fattori della guerra civile in Burundi (1993-2005).
Nel marzo 2008 un processo di appello ha condannato il sacerdote cattolico Athanase Seromba all'ergastolo, accusandolo di aver partecipato attivamente ai massacri dei Tutsi senza mostrare segni di pentimento. Il 18 dicembre 2008 il tribunale internazionale speciale istituito ad Arusha, in Tanzania, ha condannato all'ergastolo per genocidio dei Tutsi il colonnello Théoneste Bagosora, nel 1994 a capo del Ministero della Difesa ruandese e ritenuto l'ideatore del massacro, il maggiore Aloys Ntabakuze e il colonnello Anatole Nsengiyumva. La vicenda è stata ricostruita in film come Hotel Rwanda (2004), Accadde in aprile (2005), Shooting Dogs (2005) e Shake Hands with the Devil (2007), nella miniserie Netflix "Black Earth Rising" (2018), nel primo episodio della serie documentario TV di Amazon Prime This is Football (2019) e nel film Rwanda (2019).

### Saggi
- Fonju Ndemesah Fausta, La radio e il machete. Il ruolo dei media nel genocidio in Rwanda, Infinito, 2009, ISBN 978-88-89602-52-2
- Daniele Scaglione, Istruzioni per un genocidio. Rwanda: cronache di un massacro evitabile, EGA, 2003, ISBN 88-7670-447-7
- Michela Fusaschi (a cura di), Rwanda: etnografie del post-genocidio, Meltemi, Milano, 2009, ISBN 88-8353-692-4
- Michela Fusaschi, Hutu-Tutsi. Alle radici del genocidio rwandese, Bollati Boringhieri, 2000, ISBN 88-339-1286-8
- Ugo Fabietti, "Elementi di antropologia culturale"

### Inchieste
- Philip Gourevitch, Desideriamo informarla che domani verremo uccisi con le nostre famiglie, ed. Einaudi, 2000, ISBN 88-06-15616-0
- Jean Hatzfeld, A colpi di machete. La parola agli esecutori del genocidio in Ruanda, ed. Bompiani, 2004, ISBN 88-452-3250-6

### Testimonianze
- André Sibomana, J'accuse per il Rwanda. Ultima intervista a un testimone scomodo, ed. EGA, 2004, ISBN 88-7670-526-0
- Yolande Mukagasana, La morte non mi ha voluta, ed. la Meridiana, 1998, ISBN 88-85221-97-1
- Hanna Jansen, Ti seguirò oltre mille colline. Un'infanzia africana, ed. TEA, 2005, ISBN 88-502-0729-8
- Pierantonio Costa e Luciano Scalettari, La lista del console: cento giorni un milione di morti, ed. Paoline, 2004, ISBN 88-315-2641-3
- Augusto D'Angelo, Il sangue del Ruanda. Processo per genocidio al vescovo Misago, ed. EMI, 2001, ISBN 88-307-1084-9
- Ivana Trevisani, Lo sguardo oltre le mille colline, ed. Baldini Castoldi Dalai, 2004, ISBN 88-8490-495-1
- Federica Cecchini - Tita, Dalle colline le strade rosse del Rwanda, ed. Edizioni dell'Arco, 2007, ISBN 978-88-7876-083-7

### Narrazioni
- Paolo Sormani, Non si sa mai perché si torna, Colibrì, 2001, ISBN 88-86345-33-X
- Véronique Tadjo, L'ombra di Imana, Ilisso, 2005, ISBN 88-89188-42-1
- Immaculée Hilibagiza, Viva per raccontare, Corbaccio, ottobre 2007
- China Keitetsi, Una bambina soldato, Marsilio, Venezia 2008, ISBN 978-88-317-9458-9
- Roberto Mauri, Rwanda - La notte delle stelle cadute, Dell'Arco, 2005, ISBN 88-7876-017-X
- Gil Courtemanche, Una domenica in piscina a Kigal, Feltrinelli, Milano 2005, ISBN 88-07-01672-9
- Gilbert Gatore, Il passato davanti a sé, traduzione di Sonia Gentili, prefazione di Erri De Luca, Fazi, Roma 2009, ISBN 978-88-6411-026-4
- Ryszard Kapuściński, capitolo Lezione sul Ruanda in Ebano, Feltrinelli, Milano 2000, ISBN 978-88-07-81706-9
- Mario Cavatore, L'africano, Einaudi, Torino 2007, ISBN 978-88-06-18889-4
- Paul Rusesabagina, Hotel Rwanda, la vera storia, Il Canneto Editore, Genova 2013, ISBN 978-88-96430-52-1
- Tina Mansueto, Uomini-eroi, Filottete e Kitirami, Iniziative editoriali, Napoli, 2017, ISBN 9788899306540
- Cristiano Gregolin, La bestia del Ruanda, Edizioni Creativa, Viareggio, 2019, ISBN 978-8869121593

### In francese
- Charles Onana, Les Secrets du génocide rwandais : enquête sur les mystères d'un président (avec Déo Mushayidi), Éditions Duboiris, 2002
- Charles Onana, Rwanda, la vérité sur l'opération Turquoise, L'Artilleur, 2019
- Charles Onana, La France dans la terreur rwandaise, Editions Duboiris, 2014
- Mehdi Ba, Rwanda, 1994 : un génocide français, L'Esprit frappeur, Paris, 1997 ISSN 1283-2103 (WC · ACNP)
- Jean-Pierre Chrétien, L'Afrique des Grands Lacs, Aubier (2000), ISBN 2-7007-2294-9
- Roméo Dallaire, J'ai serré la main du diable, la faillite de l'humanité au Rwanda, Libre Expression (2003) ISBN 2-7648-0072-X
- Benjamin Sehene, Le Piège ethnique, Éditions Dagorno, Paris, 1999 ISBN 2-910019-54-3
- Human Rights Watch, Fédération Internationale des Ligues des Droits de l'Homme, Aucun témoin ne doit survivre, le génocide au Rwanda, Karthala (1999), ISBN 2-86537-937-X
- Gérard Prunier, Rwanda : le génocide, Dagorno, Paris, 1999 ISBN 2-910019-50-0
- Patrick de Saint-Exupéry, L'inavouable, la France au Rwanda, Les Arènes (2004), ISBN 2-912485-70-3
- Esther Mujawayo, Souâd Belhaddad, SURVIVANTES Rwanda - Histoire d'un génocide, l'aube poche essai (2005)
- Jean Hatzfeld, Une saison de Machettes, Point, 2003; Dans le nu de la vie.
- Jean-Paul Gouteux, Un génocide sans importance, tahin party, 2007.
- Boubacar Boris Diop, Murambi, le livre des ossements, Parigi, Stock, 2000

### In inglese
- Carol Rittner, John K. Roth, Wendy Whitworth, Genocide in Rwanda: Complicity of the Churches?, ed. Paragon House, 2004, ISBN 1-55778-837-5
- Alan J. Kuperman, The Limits of Humanitarian Intervention: Genocide in Rwanda, ed. Brookings Institution Press, 2001, ISBN 0-8157-0085-7
- Alison Liebhafsky Des Forges, Alison Des Forges, Leave None to Tell the Story: Genocide in Rwanda, ed. Human Rights Watch, 1999, ISBN 1-56432-171-1
- Linda Melvern, Conspiracy to Murder: The Rwanda Genocide and the International Community, ed. Verso, 2004, ISBN 1-85984-588-6
- Gérard Prunier, The Rwanda Crisis. History of a genocide, ed. Columbia University Press, 1997, ISBN 0-231-10409-X
- Shaharyan M. Khan, Mary Robinson, The Shallow Graves of Rwanda, ed. I. B. Tauris, 2001, ISBN 1-86064-616-6
- Linda Melvern, A People Betrayed: The Role of the West in Rwanda's Genocide, ed. Zed Books, 2000, ISBN 1-85649-831-X
- Andrew Wallis, Silent Accomplice: The Untold Story of France's Role in the Rwandan Genocide, ed. I. B. Tauris, 2007, ISBN 1-84511-247-4
- Roméo Dallaire, Samantha Power, Shake Hands with the Devil: The Failure of Humanity in Rwanda, ed. Carroll & Graf, 2004, ISBN 0-7867-1510-3
- Michael Barnett, Eyewitness to a Genocide: The United Nations and Rwanda, ed. Cornell University Press, 2002, ISBN 0-8014-3883-7
- Immaculee Ilibagiza, Left to Tell: Discovering God Amidst the Rwandan Holocaust, ed. Hay House, 2007, ISBN 1-4019-0897-7
- Mahmood Mamdani, When Victims Become Killers: Colonialism, nativism and the Genocide in Rwanda, Princeton University Press, 2001 ISBN 0-691-10280-5

### Film
- 100 Days, film di Nick Hughes (Regno Unito, Ruanda, 2001)
- Accadde in aprile, film TV di Raoul Peck (USA, Francia, Ruanda, 2005)
- Hotel Rwanda, film di Terry George (Canada, Regno Unito, Italia, Sudafrica, 2004)
- Shooting Dogs, film di Michael Caton-Jones (Regno Unito, Germania, 2005)
- La lista del console, documentario di Alessandro Rocca (Italia, 2010)
- Gli alberi della pace, film di Alanna Brown (USA, 2022)

### Teatro
- Rwanda - Dio è qui, spettacolo inchiesta di Marco Cortesi e Mara Moschini.